# Wouter Oudemans
Theodorus Christiaan Wouter Oudemans (Amsterdam, 30 oktober 1951 – Wedde, 22 maart 2024), was een Nederlandse filosoof. Hij was van 1991 tot 2006 buitengewoon hoogleraar Wijsbegeerte aan de Universiteit Leiden. Van 2006 tot 2014 was hij universitair hoofddocent. De Groene Amsterdammer noemde hem in 1997 ‘de buikspreker van Heidegger’ in Nederland. 
Oudemans was lid van het in het Nederland's Patriciaat opgenomen geslacht Oudemans. Hij was een zoon van mr. Aart Hendrik Willem Oudemans (1926-1991), secretaris raad van bestuur N.V. Vereenigde Glasfabrieken Leerdam, directielid Kluwer Uitgeverij te Deventer, voorzitter B.V. Landgoed Schovenhorst, en drs. Margareta van Delden (1927-1968), psychologe; hij was een achter-achterkleinzoon van Cornelis Antonie Jan Abraham Oudemans (1825-1906), een achterkleinzoon van Johannes Theodorus Oudemans (1862-1934) en een broer van Pieter Berend Oudemans (1960-2005).

## Oudemans' filosofie
Buiten Heidegger hield Oudemans zich bezig met filosofen als Plato, Aristoteles, Descartes, Leibniz en Nietzsche en met darwinisten als Dennett en Dawkins. In zijn beschouwing van deze filosofen en wetenschappers staat de methode van het filosofische denken centraal. In zijn onderwijs en geschriften komen ook Sophocles, Heraclitus, Hölderlin en Jünger aan de orde.
Oudemans’ confrontatie van Heidegger en de wijsgerige traditie met het darwinisme is onder meer beschreven in zijn boek Echte filosofie (2007). In In natura (2012) gaat naast het darwinisme ook de thermodynamica meespelen in het denken van Oudemans. Centraal staat het probleem dat de natuur niet ondubbelzinnig beschreven kan worden omdat de sprekende mens zelf tot deze natuur behoort.

### Crisis in de huidige filosofie
Oudemans' denken is doordrongen van het besef dat de filosofie in de loop van haar geschiedenis in een fundamentele crisis terecht is gekomen. De filosofie ontbeert namelijk een eigen methode. In plaats van zich op de eigen 'positie' te bezinnen, probeert zij in de vorm van academische quasi-wetenschap haar onzekere plaats veilig te stellen. Doordat zij zich de illusie van wetenschappelijkheid probeert aan te meten, verliest zij elke zeggenschap en verwordt zij ofwel tot filosofie-geschiedenis (zogenaamde historische filosofie) ofwel tot nietszeggendheid in de vorm van ratio-fetisjisme (systematische filosofie). Overigens zijn deze twee 'takken' niet duidelijk van elkaar te onderscheiden, zij leven van vaagheid. De huidige filosofie dient in werkelijkheid een ander doel: het verkrijgen van overheidssubsidie voor haar rol als 'culturele schaamlap'.

### Heidegger
Dit besef en de voortdurende focus op de status van de filosofie en haar uitspraken is ingegeven door het werk van Martin Heidegger. Oudemans is volgens hemzelf geen heideggeriaan die zich laat opsluiten in heidegger-terminologie. In plaats daarvan neemt hij Heidegger zo serieus dat hij van hem afscheid moet nemen, zoals Heidegger zelf herhaaldelijk zichzelf moest verlaten. Denken (filosoferen) is geen positie innemen, maar je laten leiden door dat wat is. Dit noemt Oudemans 'empirisch worden': voortdurend jezelf in het vragen betrekken, waardoor je (hopelijk) wordt omgewend naar datgene waardoor je al op voorhand omgeven was. Hierover zegt hij in zijn boek Echte filosofie, p. 149:
[Heidegger langzaam verliezen] Dat zou zijn: zijn denken aan zichzelf overlaten zonder het weg te schoppen of te negeren, zodanig dat het mijn denken voortdurend blijft tekenen, terwijl het daar niet mee samenvalt.

### Echte filosofie vs filosofologie
Oudemans maakt onderscheid tussen ‘filosofologie’ en ‘echte filosofie’. ‘Filosofologie’ (een term ontleend aan Mulisch) is volgens hem het op een geschiedwetenschappelijke wijze vergelijken van filosofen waarbij de persoon die denkt dat hij filosofie bedrijft veronderstelt dat hij als middelpunt van een panopticum in staat is verschillende filosofen naast elkaar te leggen en te onderwerpen aan zijn maatstaven. In zijn beschouwing van de filosofische traditie wijst Oudemans er voortdurend op dat grote filosofen in hun denken geregeerd worden door woorden die sterker zijn dan zij zelf en die in hun teksten sporen hebben nagelaten – terwijl het nog altijd dezelfde woorden zijn die ons denken bewegen. Denkers als Plato en Descartes worden daarom door hem niet geïnterpreteerd als mensen met bepaalde opinies, maar gezien als concentratiepunten van betekenissen die niet van de mens afhankelijk zijn en voor het menselijk denken onverschillig.
Echte filosofie is volgens Oudemans ‘empirisch zijn’. ‘Empirisch zijn’ is ervaren hoe het is, niet in dienst van enige praktijk. Degene die nadenkt plaatst zich daarbij niet tegenover een object, maar is inbegrepen in datgene wat hij probeert te bedenken en te bespreken. Dit betekent dat de ‘echte filosoof’ niet spreekt over iets, maar spreekt van iets. Er wordt een kwartslag gemaakt van het uiten van proposities naar een spreken waarin de onbeschikbaarheid, onmenselijkheid en ondenkbaarheid van de woorden die onze epoche tekenen, kunnen blijken.
De vraag naar de methode van het filosofisch denken in de tijd van techniek en informatisering staat centraal in alle werken van Oudemans. Hij vraagt: Is het in de door techniek en replicatie (verwijzend naar het darwinisme) getekende wereld mogelijk om na te denken over de plaats van de mens in die wereld? Is ieder nadenken onderdeel van een mechanische replicatie die uit is op overleving, of is er een mogelijkheid terzijde te gaan en stil te staan bij die replicatie zelf – zonder daar buiten te treden? Oudemans’ denken begint met de ervaring van een reductie, die niet zonder meer een vernietiging of verlies is, maar veeleer een afscheid waarin iets duidelijk kan worden omtrent onszelf.

### De grote reductie
Sinds de Nieuwe Tijd zijn mathematisering en mechanisering overheersend geworden. Oudemans spreekt van een eerste en een tweede mechanische revolutie. 
De eerste mechanische revolutie wordt gemarkeerd door de namen Galilei en Descartes. De natuur en de mens verschijnen beide als machinerie. In hun verschijningswijze zijn de wereld en de mensen die haar bewonen eenvormig. Deze eenvormigheid is niet het gevolg van een ontdekking van Galilei maar is een tekening: de eenvormigheid tekent de wijze waarop subject en object zich tot elkaar verhouden, de manier waarop de natuur voor het ego cogito toegankelijk is, en gekend kan worden.
In de tweede mechanische revolutie wordt met de opkomst van het darwinisme ook het leven opgenomen in de mechanica. In de eerste mechanische revolutie bleef het menselijk denken een niet-mechanische, geestelijke instantie in een onduidelijke verhouding tot de mechanische natuur. Maar de tweede mathematisch-mechanische revolutie omvat de levende natuur én het menselijke en niet-menselijke leven én het denken.
De grote reductie lijkt zoiets te zijn als de verwetenschappelijking van de wereld, de mechanisering van het wereldbeeld, de heerschappij van de replicatie en de economie, maar: zij is allereerst de omwending van de manier waarop de dingen en degenen die ze behandelen elkaar tegemoet treden. Oudemans’ bespreking van de grote reductie is geen situatiebeschrijving, historische analyse of cultuurkritiek. De reductie is geen verlies van iets, geen afscheid van een ding of persoon maar een omslag van een betekenishorizon en van de woorden die deze uitmaken. 
Over welke woorden gaat het? Bijvoorbeeld om fundamentele filosofische en historische woorden: technè, fundament, grond, ratio, logos, idea maar ook: staat, offer, wereld, God. Het wegvallen van de betekeniswereld van de metafysica laat zien dat woorden geen instrumenten zijn in mensenhanden. Of woorden spreken of niet daar gaan mensen niet over. 
Dat je binnen je universele eenvormigheid omgeven bent door een taal die jouw bezit niet is, is volgens Oudemans de aanwijzing naar ‘echte’ filosofie.